# 當光寺
當光寺（とうこうじ）は、東京都港区にある浄土真宗本願寺派の寺院。

## 歴史
創建年代は不明である。ただ、この地は渡辺綱の生誕地といわれており（これに因み旧町名は三田綱町）、晩年もここで余生を送ったという。山号の「綱生山」も「渡辺綱の生誕地」が由来である。
当初は真言宗の寺院であったが、鎌倉時代に親鸞が麻布善福寺を訪問、親鸞に感化され善福寺が浄土真宗に転宗したのを機に、当寺も浄土真宗に転宗した。1557年（弘治3年）に本願寺を本山として仰ぐことになり、これまで「當光坊」という名称だったが、「當光寺」に改称した。
当寺の本尊は阿弥陀如来であり、旧本尊は恵心僧都源信の作といわれていた。現本尊は江戸時代の作である。なお恵心僧都の旧本尊の行方は不明である

## 交通アクセス
- 南北線・大江戸線「麻布十番駅」2番出口より徒歩4分（経路案内）。